# سسک نیزار بزرگ

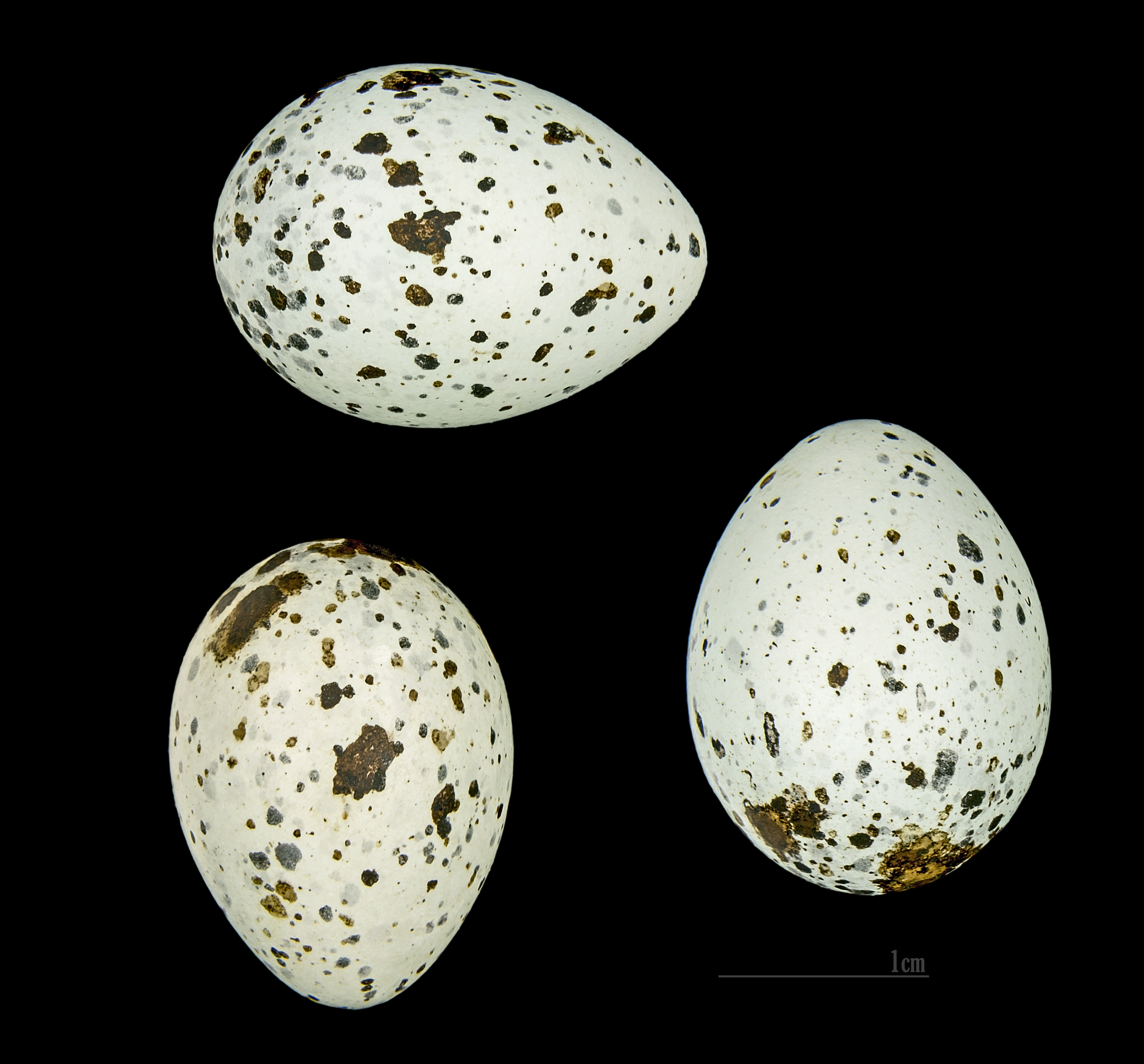
Acrocephalus arundinaceus

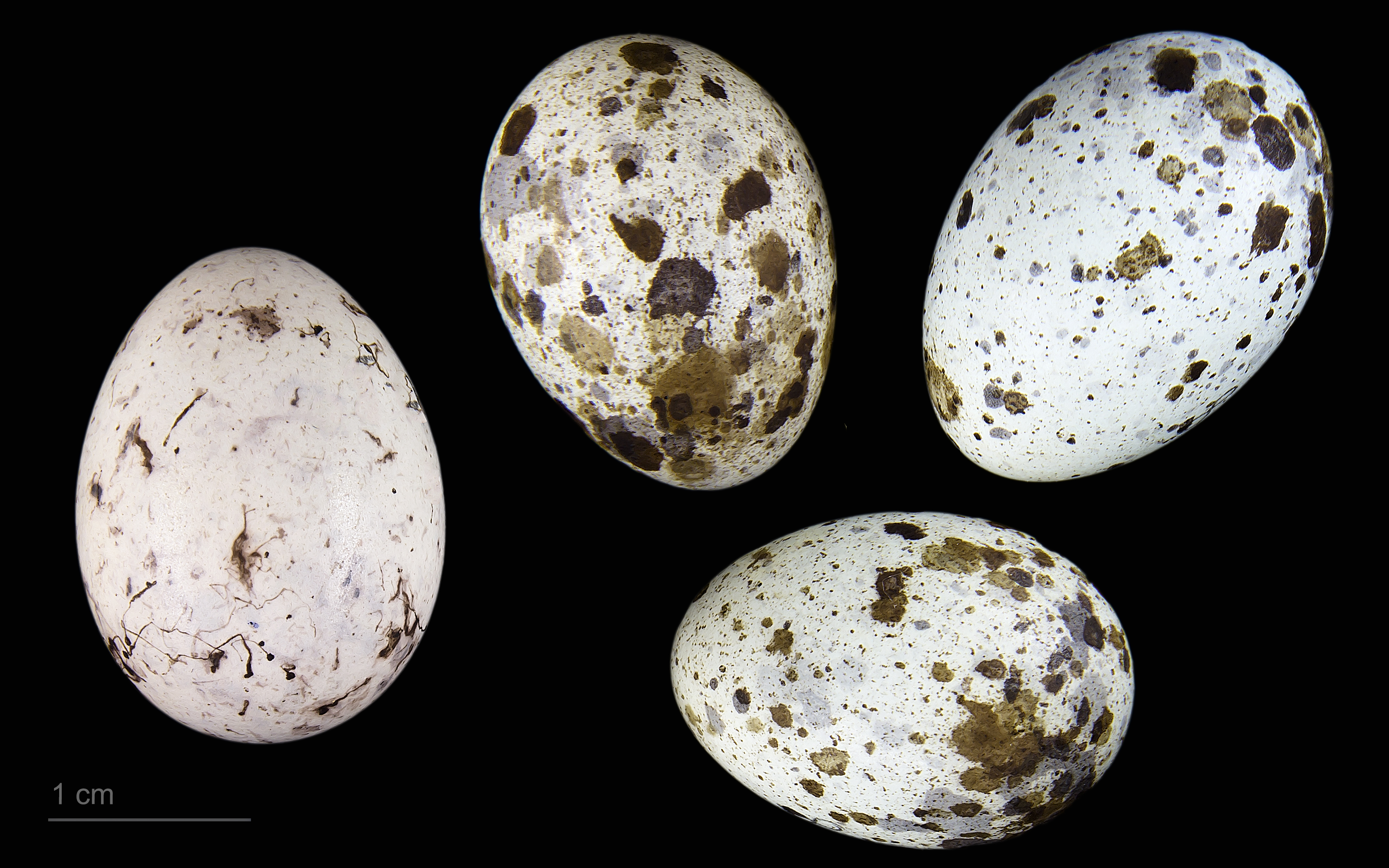
Cuculus canorus canorus + Acrocephalus arundinaceus

سسک نیزار بزرگ  یا سسک بزرگ نیزار  یا  سسک تالابی بزرگ (نام علمی: Acrocephalus arundinaceus) پرنده‌ای از تیرهٔ سسکیان در راستهٔ گنجشک‌سانان است. زیستگاه این پرنده نیزارهای بلند و کناره آب‌های باز است. سسک بزرگ نیزار آشیانه خود را گروهی و به صورت آویزان درون نیزار می‌سازد.
این پرنده در غرب ایران نیز در تابستان یافت می‌شود.